# Мачешу (Горж)
Мачешу (рум. Măceșu) насеље је у Румунији у округу Горж у општини Таргу Карбунешти. Oпштина се налази на надморској висини од 328 m.

## Становништво
Према подацима из 2002. године у насељу је живело 152 становника, од којих су сви румунске националности.